# William Alave Laura
William Alave Laura (La Paz, 4 de julio de 1968) es un abogado y jurista boliviano.

## Formación Académica
Estudio en el Colegio Ayacucho, su formación superior la realizó en la Universidad Mayor de San Andrés. Tiene especialidad a nivel postgrado en: Derecho Tributario, Pedagogía de la Educación Superior, Derecho Procesal Penal, Ciencias Forenses y Policiales, Organización y Administración Pedagógica del Aula en Educación Superior, y tiene Maestría en Derecho Constitucional.

## Experiencia profesional
Ejerció como defensor público e ingresó a la Fiscalía de La Paz, siendo Fiscal de Materia. Fue parte de los fiscales que investigaron los casos Beechcraft, "Chitochatarra" y PROSEGUR. 
Ejerció la administración de justicia 4 años como Vocal de la Sala Penal Tercera hasta llegar a la presidencia de la Corte de Justicia de La Paz. Posteriormente fue designado en 2 oportunidades como Fiscal Departamental de La Paz.

## Algunas publicaciones
- La Criminalidad en la Ciudad de El Alto.
- Rol del Ministerio Público dentro del Nuevo Sistema Procesal Penal.
- Apuntes de Criminología Básica.
- El lugar del hecho y El juicio de responsabilidades en Bolivia.